# تاکامیئو
تاکامیئو (به ژاپنی: 葛原親王);  پدر وی شاهزاده کازوراوارا نام داشت و سومین پسر امپراتور کانمو در اوایل دوره هی‌آن در ژاپن بود. پدر وی سر خاندان یکی از چهار شاخه خاندان تایرا بنام «کانموتایرا» بود.
کازوراواراشینو در سال ۸۰۶ میلادی پس از بر تخت نشستن امپراتور هی‌زی وی وزیر خزانه‌داری ژاپن شد. اما خود وی بدون شغل و مقام خاصی بود. نام وی در شجره نامه خاندان کانموتایرا آمده‌است اما در صحت این موضوع شک وجود دارد. وی از اجداد تایرا نو کیوموری است.